# Готковице
Готкови́це (пол. Gotkowice) — село в Польше в сельской гмине Ежмановице-Пшегиня Краковского повета Малопольского воеводства.

## География
Село располагается около государственной дороге № 94 в 2 км от административного центра гмины села Ежмановице и в 24 км от административного центра воеводства города Краков.
Село состоит из частей с собственными наименованиями: Под-Острой-Гурой и Скотница.

## История
Первое документированное свидетельство о селе встречается в послании польскогокороля Владислава Ягайло от 20 марта 1406 года. В 1564 году в селе была корчма. В середине XVII века около села был основан фольварк с усадьбой, который со временем стал центром села. В 70-е годы XX столетия усадьба была разобрана.
В 1975—1998 годах село входило в состав Краковского воеводства.
В 2006 году в селе была построена церковь святых апостолов Петра и Павла.

## Население
По состоянию на 2013 год в селе проживало 446 человек.
| 2010 | 2013 |
| ---- | ---- |
| 425  | 446  |

| Перепись  | Всего   | Всего | Женщины | Женщины | Мужчины | Мужчины |
| --------- | ------- | ----- | ------- | ------- | ------- | ------- |
| Единицы   | человек | %     | человек | %       | человек | %       |
| Население | 446     | 100   | 228     |         | 218     |         |